# Bacnotan
Bacnotan é um município de  primeira classe de renda municipal (d) na província La Union, nas Filipinas. De acordo com o censo de 1 de maio  de  2020 possui uma população de 44 388 pessoas e 11 675 domicílios.